# Bourg de Swan Hill
Le bourg de Swan Hill est une zone d'administration locale dans le nord-ouest du Victoria en Australie. Il est traversé par la Mallee Highway.
Il comprend la ville de Swan Hill elle-même mais aussi les villes de Lake Boga, Manangatang, Nyah, Nyah West, Piangil, Robinvale, Ultima et Woorinen South.
Il a été créé en 1995 par la fusion de la ville et du comté de Swan Hill avec une partie du comté de Kerang.